# Seznam voleb do zastupitelstev obcí v Česku mimo řádný termín (2006–2010)
Seznam voleb do zastupitelstev obcí v Česku mimo řádný termín uvádí přehled všech voleb do obecních zastupitelstev na území České republiky, které se v průběhu funkčního období 2006–2010 nekonaly v termínu řádných voleb.
Mimořádné volby se konají tehdy, pokud správní soud rozhodne o neplatnosti původních voleb (opakované volby), jestliže v původně naplánovaných volbách kandidoval nedostatečný počet osob (dodatečné volby) nebo pokud v průběhu funkčního období klesne počet zastupitelů pod stanovenou hranici či je zastupitelstvo kvůli své nečinnosti rozpuštěno, příp. vznikne-li nová obec (nové volby). V případě zneplatnění jen hlasování, příp. není-li za určitý volební okrsek odevzdán řádný zápis o průběhu voleb, provádí se pouze opakované hlasování. Mimořádné volby vyhlašuje ministr vnitra.
| Obec                                    | Okres              | Kraj               | Datum vyhlášení voleb | Vyhlášeny ve Sbírce zákonů | Typ voleb           | Datum konání voleb |
| --------------------------------------- | ------------------ | ------------------ | --------------------- | -------------------------- | ------------------- | ------------------ |
| Brno volební okrsek č. 113              | Brno-město         | Jihomoravský       | 24. listopadu 2006    | 521/2006 Sb.               | opakované hlasování | zrušeno            |
| Brno-Královo Pole volební okrsek č. 113 | Brno-město         | Jihomoravský       | 24. listopadu 2006    | 521/2006 Sb.               | opakované hlasování | 16. prosince 2006  |
| Drslavice                               | Prachatice         | Jihočeský          | 24. listopadu 2006    | 521/2006 Sb.               | opakované hlasování | 16. prosince 2006  |
| Havířov                                 | Karviná            | Moravskoslezský    | 24. listopadu 2006    | 521/2006 Sb.               | opakované hlasování | 16. prosince 2006  |
| Hradčany                                | Nymburk            | Středočeský        | 24. listopadu 2006    | 521/2006 Sb.               | opakované hlasování | 16. prosince 2006  |
| Jiřetín pod Bukovou                     | Jablonec nad Nisou | Liberecký          | 24. listopadu 2006    | 521/2006 Sb.               | opakované hlasování | 16. prosince 2006  |
| Most volební okrsek č. 20               | Most               | Ústecký            | 24. listopadu 2006    | 521/2006 Sb.               | opakované hlasování | 16. prosince 2006  |
| Drahenice                               | Příbram            | Středočeský        | 10. listopadu 2006    | 497/2006 Sb.               | dodatečné volby     | 17. února 2007     |
| Herink                                  | Praha-východ       | Středočeský        | 10. listopadu 2006    | 497/2006 Sb.               | dodatečné volby     | 17. února 2007     |
| Malé Kyšice                             | Kladno             | Středočeský        | 10. listopadu 2006    | 497/2006 Sb.               | dodatečné volby     | 17. února 2007     |
| Sluštice                                | Praha-východ       | Středočeský        | 10. listopadu 2006    | 497/2006 Sb.               | dodatečné volby     | 17. února 2007     |
| Srbeč                                   | Rakovník           | Středočeský        | 10. listopadu 2006    | 497/2006 Sb.               | dodatečné volby     | 17. února 2007     |
| Svrkyně                                 | Praha-západ        | Středočeský        | 10. listopadu 2006    | 497/2006 Sb.               | dodatečné volby     | 17. února 2007     |
| Čečovice                                | Domažlice          | Plzeňský           | 10. listopadu 2006    | 497/2006 Sb.               | dodatečné volby     | 17. února 2007     |
| Všekary                                 | Domažlice          | Plzeňský           | 10. listopadu 2006    | 497/2006 Sb.               | dodatečné volby     | 17. února 2007     |
| Vrbno nad Lesy                          | Louny              | Ústecký            | 10. listopadu 2006    | 497/2006 Sb.               | dodatečné volby     | 17. února 2007     |
| Želkovice                               | Louny              | Ústecký            | 10. listopadu 2006    | 497/2006 Sb.               | dodatečné volby     | 17. února 2007     |
| Velká Skrovnice                         | Ústí nad Orlicí    | Pardubický         | 10. listopadu 2006    | 497/2006 Sb.               | dodatečné volby     | 17. února 2007     |
| Kadolec                                 | Žďár nad Sázavou   | Vysočina           | 10. listopadu 2006    | 497/2006 Sb.               | dodatečné volby     | 17. února 2007     |
| Ocmanice                                | Třebíč             | Vysočina           | 10. listopadu 2006    | 497/2006 Sb.               | dodatečné volby     | 17. února 2007     |
| Sviny                                   | Žďár nad Sázavou   | Vysočina           | 10. listopadu 2006    | 497/2006 Sb.               | dodatečné volby     | 17. února 2007     |
| Zachotín                                | Pelhřimov          | Vysočina           | 10. listopadu 2006    | 497/2006 Sb.               | dodatečné volby     | 17. února 2007     |
| Borovník                                | Brno-venkov        | Jihomoravský       | 10. listopadu 2006    | 497/2006 Sb.               | dodatečné volby     | 17. února 2007     |
| Senetářov                               | Blansko            | Jihomoravský       | 10. listopadu 2006    | 497/2006 Sb.               | dodatečné volby     | 17. února 2007     |
| Těšetice                                | Znojmo             | Jihomoravský       | 10. listopadu 2006    | 497/2006 Sb.               | dodatečné volby     | 17. února 2007     |
| Lazníčky                                | Přerov             | Olomoucký          | 10. listopadu 2006    | 497/2006 Sb.               | dodatečné volby     | 17. února 2007     |
| Milešovice                              | Vyškov             | Jihomoravský       | 29. listopadu 2006    | 536/2006 Sb.               | nové volby          | 31. března 2007    |
| Běleč                                   | Kladno             | Středočeský        | 29. listopadu 2006    | 536/2006 Sb.               | nové volby          | 31. března 2007    |
| Černěves                                | Litoměřice         | Ústecký            | 29. listopadu 2006    | 536/2006 Sb.               | nové volby          | 31. března 2007    |
| Doubice                                 | Děčín              | Ústecký            | 29. listopadu 2006    | 536/2006 Sb.               | nové volby          | 31. března 2007    |
| Koštice                                 | Louny              | Ústecký            | 29. listopadu 2006    | 536/2006 Sb.               | nové volby          | 31. března 2007    |
| Měrunice                                | Teplice            | Ústecký            | 29. listopadu 2006    | 536/2006 Sb.               | nové volby          | 31. března 2007    |
| Rybniště                                | Děčín              | Ústecký            | 29. listopadu 2006    | 536/2006 Sb.               | nové volby          | 31. března 2007    |
| Lavičné                                 | Svitavy            | Pardubický         | 6. prosince 2006      | 555/2006 Sb.               | nové volby          | 31. března 2007    |
| Plzeň 10-Lhota                          | Plzeň-město        | Plzeňský           | 6. prosince 2006      | 555/2006 Sb.               | nové volby          | 31. března 2007    |
| Černovice                               | Domažlice          | Plzeňský           | 6. prosince 2006      | 555/2006 Sb.               | nové volby          | 31. března 2007    |
| Nemanice                                | Domažlice          | Plzeňský           | 6. prosince 2006      | 555/2006 Sb.               | nové volby          | 31. března 2007    |
| Pasečnice                               | Domažlice          | Plzeňský           | 6. prosince 2006      | 555/2006 Sb.               | nové volby          | 31. března 2007    |
| Studánka                                | Tachov             | Plzeňský           | 6. prosince 2006      | 555/2006 Sb.               | nové volby          | 31. března 2007    |
| Úherce                                  | Plzeň-sever        | Plzeňský           | 6. prosince 2006      | 555/2006 Sb.               | nové volby          | 31. března 2007    |
| Košátky                                 | Mladá Boleslav     | Středočeský        | 6. prosince 2006      | 555/2006 Sb.               | nové volby          | 31. března 2007    |
| Vrbčany                                 | Kolín              | Středočeský        | 6. prosince 2006      | 555/2006 Sb.               | nové volby          | 31. března 2007    |
| Ctiněves                                | Litoměřice         | Ústecký            | 6. prosince 2006      | 555/2006 Sb.               | nové volby          | 31. března 2007    |
| Podbořanský Rohozec                     | Louny              | Ústecký            | 6. prosince 2006      | 555/2006 Sb.               | nové volby          | 31. března 2007    |
| Řídelov                                 | Jihlava            | Vysočina           | 13. prosince 2006     | 586/2006 Sb.               | opakované volby     | 31. března 2007    |
| Brno-Starý Lískovec                     | Brno-město         | Jihomoravský       | 13. prosince 2006     | 586/2006 Sb.               | opakované volby     | zrušeny            |
| Praha 4 volební obvod č. 2              | hlavní město Praha | hlavní město Praha | 13. prosince 2006     | 586/2006 Sb.               | opakované volby     | zrušeny            |
| Praha 10 volební obvod č. 3             | hlavní město Praha | hlavní město Praha | 13. prosince 2006     | 586/2006 Sb.               | opakované volby     | zrušeny            |
| Horní Životice                          | Bruntál            | Moravskoslezský    | 19. prosince 2006     | 610/2006 Sb.               | nové volby          | 31. března 2007    |
| Vernířovice                             | Šumperk            | Olomoucký          | 19. prosince 2006     | 610/2006 Sb.               | nové volby          | 31. března 2007    |
| Čepí                                    | Pardubice          | Pardubický         | 19. prosince 2006     | 610/2006 Sb.               | nové volby          | 31. března 2007    |
| Nové Dvory                              | Příbram            | Středočeský        | 19. prosince 2006     | 610/2006 Sb.               | nové volby          | 31. března 2007    |
| Horní Kamenice                          | Domažlice          | Plzeňský           | 19. prosince 2006     | 611/2006 Sb.               | nové volby          | 31. března 2007    |
| Ohrazenice                              | Příbram            | Středočeský        | 19. prosince 2006     | 611/2006 Sb.               | nové volby          | 31. března 2007    |
| Křimov                                  | Chomutov           | Ústecký            | 19. prosince 2006     | 611/2006 Sb.               | nové volby          | 31. března 2007    |
| Bořenovice                              | Kroměříž           | Zlínský            | 19. prosince 2006     | 611/2006 Sb.               | nové volby          | 31. března 2007    |
| Sušice                                  | Uherské Hradiště   | Zlínský            | 19. prosince 2006     | 611/2006 Sb.               | nové volby          | 31. března 2007    |
| Meziříčko                               | Třebíč             | Vysočina           | 23. ledna 2007        | 21/2007 Sb.                | nové volby          | 23. června 2007    |
| Zálužice                                | Louny              | Ústecký            | 23. ledna 2007        | 21/2007 Sb.                | nové volby          | 23. června 2007    |
| Felbabka                                | Beroun             | Středočeský        | 8. února 2007         | 31/2007 Sb.                | nové volby          | 23. června 2007    |
| Vřesová                                 | Sokolov            | Karlovarský        | 8. února 2007         | 31/2007 Sb.                | nové volby          | 23. června 2007    |
| Panenské Břežany                        | Praha-východ       | Středočeský        | 14. března 2007       | 54/2007 Sb.                | nové volby          | 23. června 2007    |
| Chýnice                                 | Praha-západ        | Středočeský        | 14. března 2007       | 55/2007 Sb.                | nové volby          | 23. června 2007    |
| Sadová                                  | Hradec Králové     | Královéhradecký    | 14. března 2007       | 55/2007 Sb.                | nové volby          | 23. června 2007    |
| Bratříkovice                            | Opava              | Moravskoslezský    | 30. března 2007       | 78/2007 Sb.                | nové volby          | 22. září 2007      |
| Kasalice                                | Pardubice          | Pardubický         | 6. dubna 2007         | 85/2007 Sb.                | nové volby          | 22. září 2007      |
| Nestrašovice                            | Příbram            | Středočeský        | 11. dubna 2007        | 86/2007 Sb.                | nové volby          | 22. září 2007      |
| Zálesná Zhoř                            | Brno-venkov        | Jihomoravský       | 19. dubna 2007        | 103/2007 Sb.               | nové volby          | 22. září 2007      |
| Rašín                                   | Jičín              | Královéhradecký    | 24. dubna 2007        | 104/2007 Sb.               | nové volby          | 22. září 2007      |
| Horní Životice                          | Bruntál            | Moravskoslezský    | 30. dubna 2007        | 116/2007 Sb.               | nové volby          | 22. září 2007      |
| Pasečnice                               | Domažlice          | Plzeňský           | 30. dubna 2007        | 116/2007 Sb.               | nové volby          | 22. září 2007      |
| Výkleky                                 | Přerov             | Olomoucký          | 21. května 2007       | 126/2007 Sb.               | nové volby          | 22. září 2007      |
| Jičíněves                               | Jičín              | Královéhradecký    | 4. června 2007        | 138/2007 Sb.               | nové volby          | 22. září 2007      |
| Vojníkov                                | Písek              | Jihočeský          | 25. června 2007       | 169/2007 Sb.               | nové volby          | 1. prosince 2007   |
| Dívčí Hrad                              | Bruntál            | Moravskoslezský    | 9. července 2007      | 185/2007 Sb.               | nové volby          | 1. prosince 2007   |
| Myslín                                  | Písek              | Jihočeský          | 9. července 2007      | 186/2007 Sb.               | nové volby          | 1. prosince 2007   |
| Krásné Údolí                            | Karlovy Vary       | Karlovarský        | 18. července 2007     | 197/2007 Sb.               | nové volby          | 1. prosince 2007   |
| Vinařice                                | Mladá Boleslav     | Středočeský        | 18. července 2007     | 197/2007 Sb.               | nové volby          | 1. prosince 2007   |
| Obruby                                  | Mladá Boleslav     | Středočeský        | 25. července 2007     | 207/2007 Sb.               | nové volby          | 1. prosince 2007   |
| Bukovinka                               | Blansko            | Jihomoravský       | 8. srpna 2007         | 210/2007 Sb.               | nové volby          | 1. prosince 2007   |
| Čerňovice                               | Plzeň-sever        | Plzeňský           | 28. srpna 2007        | 234/2007 Sb.               | nové volby          | 1. prosince 2007   |
| Vonoklasy                               | Praha-západ        | Středočeský        | 11. října 2007        | 274/2007 Sb.               | nové volby          | 29. března 2008    |
| Hajany                                  | Brno-venkov        | Jihomoravský       | 5. listopadu 2007     | 284/2007 Sb.               | nové volby          | 29. března 2008    |
| Horní Životice                          | Bruntál            | Moravskoslezský    | 8. listopadu 2007     | 292/2007 Sb.               | nové volby          | 29. března 2008    |
| Horní Řepčice                           | Litoměřice         | Ústecký            | 15. listopadu 2007    | 302/2007 Sb.               | nové volby          | 29. března 2008    |
| Karlík                                  | Praha-západ        | Středočeský        | 22. listopadu 2007    | 303/2007 Sb.               | nové volby          | 29. března 2008    |
| Chleby                                  | Nymburk            | Středočeský        | 30. listopadu 2007    | 322/2007 Sb.               | nové volby          | 29. března 2008    |
| Malá Úpa                                | Trutnov            | Královéhradecký    | 30. listopadu 2007    | 322/2007 Sb.               | nové volby          | 29. března 2008    |
| Horní Maršov                            | Trutnov            | Královéhradecký    | 10. prosince 2007     | 342/2007 Sb.               | nové volby          | 29. března 2008    |
| Korolupy                                | Znojmo             | Jihomoravský       | 21. ledna 2008        | 15/2008 Sb.                | nové volby          | 28. června 2008    |
| Terezín                                 | Hodonín            | Jihomoravský       | 28. ledna 2008        | 21/2008 Sb.                | nové volby          | 28. června 2008    |
| Urbanice                                | Pardubice          | Pardubický         | 29. ledna 2008        | 22/2008 Sb.                | nové volby          | 28. června 2008    |
| Horská Kvilda                           | Klatovy            | Plzeňský           | 17. března 2008       | 98/2008 Sb.                | nové volby          | 28. června 2008    |
| Těchařovice                             | Příbram            | Středočeský        | 21. dubna 2008        | 155/2008 Sb.               | nové volby          | 6. září 2008       |
| Volfartice                              | Česká Lípa         | Liberecký          | 28. dubna 2008        | 158/2008 Sb.               | nové volby          | 6. září 2008       |
| Horčápsko                               | Příbram            | Středočeský        | 22. května 2008       | 195/2008 Sb.               | nové volby          | 6. září 2008       |
| Bukovka                                 | Pardubice          | Pardubický         | 2. června 2008        | 196/2008 Sb.               | nové volby          | 6. září 2008       |
| Otmíče                                  | Beroun             | Středočeský        | 23. června 2008       | 241/2008 Sb.               | nové volby          | 10. ledna 2009     |
| Rousměrov                               | Žďár nad Sázavou   | Vysočina           | 3. července 2008      | 256/2008 Sb.               | nové volby          | 10. ledna 2009     |
| Kejnice                                 | Klatovy            | Plzeňský           | 3. července 2008      | 258/2008 Sb.               | nové volby          | 10. ledna 2009     |
| Žerůtky                                 | Blansko            | Jihomoravský       | 10. července 2008     | 266/2008 Sb.               | nové volby          | 10. ledna 2009     |
| Záluží                                  | Litoměřice         | Ústecký            | 29. července 2008     | 276/2008 Sb.               | nové volby          | 10. ledna 2009     |
| Bystrá nad Jizerou                      | Semily             | Liberecký          | 29. července 2008     | 277/2008 Sb.               | nové volby          | 10. ledna 2009     |
| Urbanice                                | Pardubice          | Pardubický         | 21. srpna 2008        | 327/2008 Sb.               | nové volby          | 10. ledna 2009     |
| Libochovičky                            | Kladno             | Středočeský        | 24. září 2008         | 359/2008 Sb.               | nové volby          | 10. ledna 2009     |
| Želechovice nad Dřevnicí                | Zlín               | Zlínský            | 24. září 2008         | 360/2008 Sb.               | nové volby          | 10. ledna 2009     |
| Prameny                                 | Cheb               | Karlovarský        | 24. září 2008         | 360/2008 Sb.               | nové volby          | 10. ledna 2009     |
| Sviny                                   | Žďár nad Sázavou   | Vysočina           | 24. září 2008         | 361/2008 Sb.               | nové volby          | 10. ledna 2009     |
| Radkovice u Budče                       | Třebíč             | Vysočina           | 22. října 2008        | 397/2008 Sb.               | nové volby          | 4. dubna 2009      |
| Švábov                                  | Jihlava            | Vysočina           | 22. října 2008        | 401/2008 Sb.               | nové volby          | 4. dubna 2009      |
| Bošín                                   | Ústí nad Orlicí    | Pardubický         | 4. prosince 2008      | 431/2008 Sb.               | nové volby          | 4. dubna 2009      |
| Babice                                  | Prachatice         | Jihočeský          | 11. prosince 2008     | 463/2008 Sb.               | nové volby          | 4. dubna 2009      |
| Nezabudice                              | Rakovník           | Středočeský        | 11. prosince 2008     | 463/2008 Sb.               | nové volby          | 4. dubna 2009      |
| Slaník                                  | Strakonice         | Jihočeský          | 7. ledna 2009         | 19/2009 Sb.                | nové volby          | 27. června 2009    |
| Tvorovice                               | Prostějov          | Olomoucký          | 16. ledna 2009        | 34/2009 Sb.                | nové volby          | 27. června 2009    |
| Šimanov                                 | Jihlava            | Vysočina           | 22. ledna 2009        | 37/2009 Sb.                | nové volby          | 27. června 2009    |
| Mlýnské Struhadlo                       | Klatovy            | Plzeňský           | 13. února 2009        | 57/2009 Sb.                | nové volby          | 27. června 2009    |
| Veselíčko                               | Písek              | Jihočeský          | 13. února 2009        | 58/2009 Sb.                | nové volby          | 27. června 2009    |
| Drahoňův Újezd                          | Rokycany           | Plzeňský           | 23. února 2009        | 63/2009 Sb.                | nové volby          | 27. června 2009    |
| Letkov                                  | Plzeň-město        | Plzeňský           | 20. března 2009       | 89/2009 Sb.                | nové volby          | 5. září 2009       |
| Dlouhá Ves                              | Klatovy            | Plzeňský           | 23. března 2009       | 90/2009 Sb.                | nové volby          | 5. září 2009       |
| Sychrov                                 | Liberec            | Liberecký          | 21. dubna 2009        | 120/2009 Sb.               | nové volby          | 5. září 2009       |
| Vrutice                                 | Litoměřice         | Ústecký            | 19. května 2009       | 149/2009 Sb.               | nové volby          | 5. září 2009       |
| Pulečný                                 | Jablonec nad Nisou | Liberecký          | 12. června 2009       | 182/2009 Sb.               | nové volby          | 12. prosince 2009  |
| Prameny                                 | Cheb               | Karlovarský        | 10. července 2009     | 226/2009 Sb.               | nové volby          | 12. prosince 2009  |
| Petrov nad Desnou                       | Šumperk            | Olomoucký          | 30. července 2009     | 254/2009 Sb.               | nové volby          | 9. ledna 2010      |
| Čečovice                                | Domažlice          | Plzeňský           | 18. září 2009         | 338/2009 Sb.               | nové volby          | 9. ledna 2010      |
| Staré Jesenčany                         | Pardubice          | Pardubický         | 15. října 2009        | 370/2009 Sb.               | nové volby          | 13. března 2010    |
| Pucov                                   | Třebíč             | Vysočina           | 5. listopadu 2009     | 401/2009 Sb.               | nové volby          | 13. března 2010    |
| Hlásnice                                | Olomouc            | Olomoucký          | 30. listopadu 2009    | 435/2009 Sb.               | nové volby          | 13. března 2010    |
| Kolaje                                  | Nymburk            | Středočeský        | 30. listopadu 2009    | 439/2009 Sb.               | nové volby          | 13. března 2010    |
| Prameny                                 | Cheb               | Karlovarský        | 18. prosince 2009     | 469/2009 Sb.               | dodatečné volby     | neproběhly         |
| Kunějovice                              | Plzeň-sever        | Plzeňský           | 18. prosince 2009     | 470/2009 Sb.               | nové volby          | 20. března 2010    |
| Kunějovice                              | Plzeň-sever        | Plzeňský           | 24. března 2010       | 82/2010 Sb.                | opakované hlasování | 17. dubna 2010     |